# Liste des anciennes communes des Alpes-de-Haute-Provence
Cette page a pour objectif de retracer toutes les modifications communales dans le département des Alpes-de-Haute-Provence : les anciennes communes qui ont existé depuis la Révolution française, ainsi que les créations, les modifications officielles de nom, ainsi que les échanges de territoires entre communes.

## Histoire du découpage des communes
L’exode rural des XIXe et XXe siècles a eu des conséquences importantes sur la population des communes : certaines ont été presque complètement ou complètement abandonnées de leurs habitants, ce qui a entraîné la disparition d’une cinquantaine de communes depuis la création du département. Certains villages existent toujours et ont parfois donné leur nom à la nouvelle commune créée lors du rattachement (par exemple La Mure-Argens), d'autres ne sont plus que des tas de pierres (comme Levens sur la commune de Majastres), ne figurant parfois plus sur les cartes (par exemple Bédejun sur la commune de Chaudon-Norante). À sa formation, le département comptait 270 communes (262 après modification des limites du département), il en reste 198 en janvier 2025. En dehors des huit communes rattachées, soit aux Hautes-Alpes (les 3 communes du canton de Barcillonnette), soit au Vaucluse (le canton de Sault), de nombreuses communes ont disparu.

## Fusions
| Nom de la nouvelle commune  | Communes réunies                                 | Régime | Date (et nature) de la décision                     | Date d'effet                                        |
| --------------------------- | ------------------------------------------------ | --- | --------------------------------------------------- | --------------------------------------------------- |
| Ubaye-Serre-Ponçon          | La Bréole                                        | commune nouvelle (avec communes déléguées)                                                                                      | 16 décembre 2016 (Arrêté)                           | 1er janvier 2017                                    |
| Ubaye-Serre-Ponçon          | Saint-Vincent-les-Forts                          | commune nouvelle (avec communes déléguées)                                                                                      | 16 décembre 2016 (Arrêté)                           | 1er janvier 2017                                    |
| Val d'Oronaye               | Meyronnes                                        | commune nouvelle (avec communes déléguées)                                                                                      | 14 décembre 2015 (Arrêté)                           | 1er janvier 2016                                    |
| Val d'Oronaye               | Larche                                           | commune nouvelle (avec communes déléguées)                                                                                      | 14 décembre 2015 (Arrêté)                           | 1er janvier 2016                                    |
| Prads-Haute-Bléone          | Prads                                            | fusion association | 19 octobre 1977 (Arrêté)                            | 1er janvier 1978                                    |
| Prads-Haute-Bléone          | Blégiers                                         | fusion association | 19 octobre 1977 (Arrêté)                            | 1er janvier 1978                                    |
| Manosque                    | Manosque                                         | fusion association (dissoute en 1980)                                                                                           | 29 novembre 1974 (Arrêté)                           | 1er janvier 1975                                    |
| Manosque                    | Saint-Martin-les-Eaux (commune rétablie en 1980) | fusion association (dissoute en 1980)                                                                                           | 29 novembre 1974 (Arrêté)                           | 1er janvier 1975                                    |
| La Palud-sur-Verdon         | La Palud-sur-Verdon                              | fusion association | 1er février 1974 (Arrêté)                           | 1er mars 1974                                       |
| La Palud-sur-Verdon         | Châteauneuf-lès-Moustiers                        | fusion association | 1er février 1974 (Arrêté)                           | 1er mars 1974                                       |
| Thorame-Haute               | Thorame-Haute                                    | fusion simple | 31 janvier 1974 (Arrêté) 17 août 1976 (Arrêté)      | 1er mars 1974 7 octobre 1976                        |
| Thorame-Haute               | Saint-Michel-Peyresq                             | fusion simple | 31 janvier 1974 (Arrêté) 17 août 1976 (Arrêté)      | 1er mars 1974 7 octobre 1976                        |
| Digne                       | Digne                                            | fusion simple | 25 janvier 1974 (Arrêté)                            | 1er mars 1974                                       |
| Digne                       | Les Dourbes                                      | fusion simple | 25 janvier 1974 (Arrêté)                            | 1er mars 1974                                       |
| Simiane-la-Rotonde          | Simiane-la-Rotonde                               | fusion association (fusion simple depuis le 1-1-2014)                                                                           | 17 janvier 1974 (Arrêté)                            | 1er mars 1974                                       |
| Simiane-la-Rotonde          | Carniol                                          | fusion association (fusion simple depuis le 1-1-2014)                                                                           | 17 janvier 1974 (Arrêté)                            | 1er mars 1974                                       |
| Simiane-la-Rotonde          | Valsaintes                                       | fusion association (fusion simple depuis le 1-1-2014)                                                                           | 17 janvier 1974 (Arrêté)                            | 1er mars 1974                                       |
| Montagnac-Montpezat         | Montagnac                                        | fusion association | 1er janvier 1974 (Arrêté)                           | 1er janvier 1974                                    |
| Montagnac-Montpezat         | Montpezat                                        | fusion association | 1er janvier 1974 (Arrêté)                           | 1er janvier 1974                                    |
| Mallefougasse-Augès         | Mallefougasse                                    | fusion association (fusion simple depuis le 26-2-2013)                                                                          | 30 novembre 1973 (Arrêté)                           | 1er janvier 1974                                    |
| Mallefougasse-Augès         | Augès                                            | fusion association (fusion simple depuis le 26-2-2013)                                                                          | 30 novembre 1973 (Arrêté)                           | 1er janvier 1974                                    |
| Val-de-Chalvagne            | Castellet-Saint-Cassien                          | fusion association (fusion simple depuis le 1-6-1983)                                                                           | 8 novembre 1973 (Arrêté)                            | 1er janvier 1974                                    |
| Val-de-Chalvagne            | Montblanc                                        | fusion association (fusion simple depuis le 1-6-1983)                                                                           | 8 novembre 1973 (Arrêté)                            | 1er janvier 1974                                    |
| Val-de-Chalvagne            | Villevieille                                     | fusion association (fusion simple depuis le 1-6-1983)                                                                           | 8 novembre 1973 (Arrêté)                            | 1er janvier 1974                                    |
| Thoard                      | Thoard                                           | fusion simple | 25 octobre 1973 (Arrêté)                            | 1er janvier 1974                                    |
| Thoard                      | La Pérusse                                       | fusion simple | 25 octobre 1973 (Arrêté)                            | 1er janvier 1974                                    |
| Entrepierres                | Entrepierres                                     | fusion association (fusion simple depuis le 1-3-1977, pour Saint-Symphorien) (fusion simple depuis le 10-11-1983, pour Vilhosc) | 24 septembre 1973 (Arrêté)                          | 1er janvier 1974                                    |
| Entrepierres                | Saint-Symphorien                                 | fusion association (fusion simple depuis le 1-3-1977, pour Saint-Symphorien) (fusion simple depuis le 10-11-1983, pour Vilhosc) | 24 septembre 1973 (Arrêté)                          | 1er janvier 1974                                    |
| Entrepierres                | Vilhosc                                          | fusion association (fusion simple depuis le 1-3-1977, pour Saint-Symphorien) (fusion simple depuis le 10-11-1983, pour Vilhosc) | 24 septembre 1973 (Arrêté)                          | 1er janvier 1974                                    |
| Senez                       | Senez                                            | fusion association | 24 septembre 1973 (Arrêté)                          | 1er janvier 1974                                    |
| Senez                       | Le Poil                                          | fusion association | 24 septembre 1973 (Arrêté)                          | 1er janvier 1974                                    |
| Malijai                     | Malijai                                          | fusion simple | 31 août 1973 (Arrêté)                               | 1er janvier 1974                                    |
| Malijai                     | Chénerilles                                      | fusion simple | 31 août 1973 (Arrêté)                               | 1er janvier 1974                                    |
| La Mure-Argens              | La Mure                                          | fusion association | 31 août 1973 (Arrêté)                               | 1er janvier 1974                                    |
| La Mure-Argens              | Argens                                           | fusion association | 31 août 1973 (Arrêté)                               | 1er janvier 1974                                    |
| Saint-Michel-l'Observatoire | Saint-Michel-l'Observatoire                      | fusion association | 3 août 1973 (Arrêté)                                | 1er janvier 1974                                    |
| Saint-Michel-l'Observatoire | Lincel                                           | fusion association | 3 août 1973 (Arrêté)                                | 1er janvier 1974                                    |
| Hautes-Duyes                | Saint-Estève                                     | fusion simple | 17 juillet 1973 (Arrêté)                            | 1er septembre 1973                                  |
| Hautes-Duyes                | Auribeau                                         | fusion simple | 17 juillet 1973 (Arrêté)                            | 1er septembre 1973                                  |
| Le Chaffaut-Saint-Jurson    | Le Chaffaut-Saint-Jurson                         | fusion simple | 6 juillet 1973 (Arrêté)                             | 1er septembre 1973                                  |
| Le Chaffaut-Saint-Jurson    | Espinouse                                        | fusion simple | 6 juillet 1973 (Arrêté)                             | 1er septembre 1973                                  |
| Castellane                  | Castellane                                       | fusion simple | 29 juin 1973 (Arrêté)                               | 1er juillet 1973                                    |
| Castellane                  | Chasteuil                                        | fusion simple | 29 juin 1973 (Arrêté)                               | 1er juillet 1973                                    |
| Castellane                  | Éoulx                                            | fusion simple | 29 juin 1973 (Arrêté)                               | 1er juillet 1973                                    |
| Castellane                  | Robion                                           | fusion simple | 29 juin 1973 (Arrêté)                               | 1er juillet 1973                                    |
| Castellane                  | Taloire                                          | fusion simple | 29 juin 1973 (Arrêté)                               | 1er juillet 1973                                    |
| Castellane                  | Taulanne                                         | fusion simple | 29 juin 1973 (Arrêté)                               | 1er juillet 1973                                    |
| Archail-Draix               | Draix (commune rétablie en 1980)                 | fusion association (dissoute en 1980)                                                                                           | 27 juin 1973 (Arrêté)                               | 1er juillet 1973                                    |
| Archail-Draix               | Archail (commune rétablie en 1980)               | fusion association (dissoute en 1980)                                                                                           | 27 juin 1973 (Arrêté)                               | 1er juillet 1973                                    |
| Méolans-Revel               | Revel                                            | fusion association (fusion simple depuis le 1-11-1982)                                                                          | 14 mai 1973 (Arrêté)                                | 15 mai 1973                                         |
| Méolans-Revel               | Méolans                                          | fusion association (fusion simple depuis le 1-11-1982)                                                                          | 14 mai 1973 (Arrêté)                                | 15 mai 1973                                         |
| Esparron-de-Verdon          | Esparron-de-Verdon                               | fusion association | 13 avril 1973 (Arrêté)                              | 15 avril 1973                                       |
| Esparron-de-Verdon          | Albiosc                                          | fusion association | 13 avril 1973 (Arrêté)                              | 15 avril 1973                                       |
| Estoublon                   | Estoublon                                        | fusion simple | 13 avril 1973 (Arrêté)                              | 15 avril 1973                                       |
| Estoublon                   | Trévans                                          | fusion simple | 13 avril 1973 (Arrêté)                              | 15 avril 1973                                       |
| Bayons                      | Bayons                                           | fusion association | 30 mars 1973 (Arrêté)                               | 1er avril 1973                                      |
| Bayons                      | Astoin                                           | fusion association | 30 mars 1973 (Arrêté)                               | 1er avril 1973                                      |
| Bayons                      | Esparron-la-Bâtie                                | fusion association | 30 mars 1973 (Arrêté)                               | 1er avril 1973                                      |
| Bayons                      | Reynier                                          | fusion association | 30 mars 1973 (Arrêté)                               | 1er avril 1973                                      |
| Le Castellard-Melan         | Le Castellard                                    | fusion association (fusion simple depuis le 1-2-2007)                                                                           | 30 mars 1973 (Arrêté)                               | 1er avril 1973                                      |
| Le Castellard-Melan         | Melan                                            | fusion association (fusion simple depuis le 1-2-2007)                                                                           | 30 mars 1973 (Arrêté)                               | 1er avril 1973                                      |
| La Javie                    | La Javie                                         | fusion simple | 30 mars 1973 (Arrêté)                               | 1er avril 1973                                      |
| La Javie                    | Esclangon                                        | fusion simple | 30 mars 1973 (Arrêté)                               | 1er avril 1973                                      |
| Prads                       | Prads                                            | fusion association (fusion simple depuis le 1-5-1987)                                                                           | 30 mars 1973 (Arrêté)                               | 1er avril 1973                                      |
| Prads                       | Mariaud                                          | fusion association (fusion simple depuis le 1-5-1987)                                                                           | 30 mars 1973 (Arrêté)                               | 1er avril 1973                                      |
| La Robine-sur-Galabre       | La Robine                                        | fusion simple | 30 mars 1973 (Arrêté)                               | 1er mai 1973                                        |
| La Robine-sur-Galabre       | Ainac                                            | fusion simple | 30 mars 1973 (Arrêté)                               | 1er mai 1973                                        |
| La Robine-sur-Galabre       | Lambert                                          | fusion simple | 30 mars 1973 (Arrêté)                               | 1er mai 1973                                        |
| La Robine-sur-Galabre       | Tanaron                                          | fusion simple | 30 mars 1973 (Arrêté)                               | 1er mai 1973                                        |
| Uvernet-Fours               | Fours                                            | fusion association (fusion simple depuis le 26-10-1977)                                                                         | 30 mars 1973 (Arrêté)                               | 1er avril 1973                                      |
| Uvernet-Fours               | Uvernet                                          | fusion association (fusion simple depuis le 26-10-1977)                                                                         | 30 mars 1973 (Arrêté)                               | 1er avril 1973                                      |
| Saint-André-les-Alpes       | Saint-André-les-Alpes                            | fusion | 27 juillet 1966 (Arrêté)                            | 5 septembre 1966                                    |
| Saint-André-les-Alpes       | Courchons                                        | fusion | 27 juillet 1966 (Arrêté)                            | 5 septembre 1966                                    |
| Saint-Michel-Peyresq        | La Colle-Saint-Michel                            | fusion | 9 octobre 1964 (Arrêté)                             | 1er novembre 1964                                   |
| Saint-Michel-Peyresq        | Peyresq                                          | fusion | 9 octobre 1964 (Arrêté)                             | 1er novembre 1964                                   |
| Castellane                  | Castellane                                       | fusion | 29 avril 1964 (Arrêté)                              | 1er juin 1964                                       |
| Castellane                  | Villars-Brandis                                  | fusion | 29 avril 1964 (Arrêté)                              | 1er juin 1964                                       |
| Venterol                    | Venterol                                         | fusion | 19 août 1963 (Arrêté) et 2 septembre 1963 (Arrêté)  | 1er octobre 1963                                    |
| Venterol                    | Urtis                                            | fusion | 19 août 1963 (Arrêté) et 2 septembre 1963 (Arrêté)  | 1er octobre 1963                                    |
| Le Chaffaut-Saint-Jurson    | Le Chaffaut-Lagremuse                            | fusion | 14 décembre 1962 (Décret)                           | 20 décembre 1962                                    |
| Le Chaffaut-Saint-Jurson    | Saint-Jurson                                     | fusion | 14 décembre 1962 (Décret)                           | 20 décembre 1962                                    |
| Le Lauzet-Ubaye             | Le Lauzet                                        | fusion | 3 mars 1959 (Arrêté)                                | 16 mai 1959                                         |
| Le Lauzet-Ubaye             | Ubaye                                            | fusion | 3 mars 1959 (Arrêté)                                | 16 mai 1959                                         |
| Majastres                   | Majastres                                        | fusion | 23 janvier 1951 (Décret)                            | 26 janvier 1951                                     |
| Majastres                   | Levens                                           | fusion | 23 janvier 1951 (Décret)                            | 26 janvier 1951                                     |
| Castellane                  | Castellane                                       | fusion | 2 juin 1948 (Arrêté)                                | 5 juillet 1948                                      |
| Castellane                  | Castillon                                        | fusion | 2 juin 1948 (Arrêté)                                | 5 juillet 1948                                      |
| Authon                      | Authon                                           | fusion | 15 juin 1936 (Décret)                               | 15 juin 1936 (Décret)                               |
| Authon                      | Feissal                                          | fusion | 15 juin 1936 (Décret)                               | 15 juin 1936 (Décret)                               |
| Braux                       | Braux                                            | fusion | 13 mars 1932 (Loi)                                  | 13 mars 1932 (Loi)                                  |
| Braux                       | Aurent                                           | fusion | 13 mars 1932 (Loi)                                  | 13 mars 1932 (Loi)                                  |
| Beynes                      | Beynes                                           | fusion | 8 septembre 1925 (Délibération du Conseil général)  | 8 septembre 1925 (Délibération du Conseil général)  |
| Beynes                      | Creisset                                         | fusion | 8 septembre 1925 (Délibération du Conseil général)  | 8 septembre 1925 (Délibération du Conseil général)  |
| Sourribes                   | Sourribes                                        | fusion | 23 septembre 1909 (Délibération du Conseil général) | 23 septembre 1909 (Délibération du Conseil général) |
| Sourribes                   | Beaudument                                       | fusion | 23 septembre 1909 (Délibération du Conseil général) | 23 septembre 1909 (Délibération du Conseil général) |
| Chaudon-Bédejun             | Chaudon                                          | fusion | 23 septembre 1908 (Délibération du Conseil général) | 23 septembre 1908 (Délibération du Conseil général) |
| Chaudon-Bédejun             | Bédejun                                          | fusion | 23 septembre 1908 (Délibération du Conseil général) | 23 septembre 1908 (Délibération du Conseil général) |
| Le Chaffaut-Lagremuse       | Le Chaffaut                                      | fusion | 11 décembre 1887 (Décret)                           | 11 décembre 1887 (Décret)                           |
| Le Chaffaut-Lagremuse       | Lagremuse                                        | fusion | 11 décembre 1887 (Décret)                           | 11 décembre 1887 (Décret)                           |
| Digne                       | Digne                                            | fusion | 4 juin 1862 (Loi)                                   | 4 juin 1862 (Loi)                                   |
| Digne                       | Courbons                                         | fusion | 4 juin 1862 (Loi)                                   | 4 juin 1862 (Loi)                                   |
| Digne                       | Gaubert                                          | fusion | 4 juin 1862 (Loi)                                   | 4 juin 1862 (Loi)                                   |
| Digne                       | Les Sieyes                                       | fusion | 4 juin 1862 (Loi)                                   | 4 juin 1862 (Loi)                                   |
| Saint-Geniez                | Saint-Geniez                                     | fusion | 15 septembre 1859 (Décret)                          | 15 septembre 1859 (Décret)                          |
| Saint-Geniez                | Chardavon                                        | fusion | 15 septembre 1859 (Décret)                          | 15 septembre 1859 (Décret)                          |
| Reillanne                   | Reillanne                                        | fusion | 4 juin 1846 (Ordonnance)                            | 4 juin 1846 (Ordonnance)                            |
| Reillanne                   | Le Bourget                                       | fusion | 4 juin 1846 (Ordonnance)                            | 4 juin 1846 (Ordonnance)                            |
| Saint-André-de-Méouilles    | Saint-André                                      | fusion | 3 juillet 1837 (Ordonnance)                         | 3 juillet 1837 (Ordonnance)                         |
| Saint-André-de-Méouilles    | Méouilles                                        | fusion | 3 juillet 1837 (Ordonnance)                         | 3 juillet 1837 (Ordonnance)                         |
| Noyers-sur-Jabron           | Noyers-sur-Jabron                                | fusion | 1832                                                | 1832                                                |
| Noyers-sur-Jabron           | Jarjayes                                         | fusion | 1832                                                | 1832                                                |
| Limans                      | Limans                                           | fusion | 1819                                                | 1819                                                |
| Limans                      | Les Ybourgues                                    | fusion | 1819                                                | 1819                                                |
| Mallefougasse               | Mallefougasse                                    | fusion | 1807                                                | 1807                                                |
| Mallefougasse               | Consonoves                                       | fusion | 1807                                                | 1807                                                |
| Entrevaux                   | Entrevaux                                        | fusion | 1801-1806                                           | 1801-1806                                           |
| Entrevaux                   | Le Plan-de-Puget                                 | fusion | 1801-1806                                           | 1801-1806                                           |
| Saint-André                 | Saint-André                                      | fusion | 1795-1800                                           | 1795-1800                                           |
| Saint-André                 | Troins                                           | fusion | 1795-1800                                           | 1795-1800                                           |
| Blégiers                    | Blégiers                                         | fusion | 1790-1794                                           | 1790-1794                                           |
| Blégiers                    | Chanolles-Champourcin                            | fusion | 1790-1794                                           | 1790-1794                                           |
| Le Brusquet                 | Le Brusquet                                      | fusion | 1790-1794                                           | 1790-1794                                           |
| Le Brusquet                 | Mousteure                                        | fusion | 1790-1794                                           | 1790-1794                                           |
| Chaudon-Norante             | Chaudon                                          | fusion | 1790-1794                                           | 1790-1794                                           |
| Chaudon-Norante             | Norante                                          | fusion | 1790-1794                                           | 1790-1794                                           |
| Lardiers                    | Lardiers                                         | fusion | 1790-1794                                           | 1790-1794                                           |
| Lardiers                    | Malcol                                           | fusion | 1790-1794                                           | 1790-1794                                           |
| Mirabeau                    | Mirabeau                                         | fusion | 1790-1794                                           | 1790-1794                                           |
| Mirabeau                    | Beauveset                                        | fusion | 1790-1794                                           | 1790-1794                                           |
| Peyruis                     | Peyruis                                          | fusion | 1790-1794                                           | 1790-1794                                           |
| Peyruis                     | Piosin                                           | fusion | 1790-1794                                           | 1790-1794                                           |
| Roumoules                   | Roumoules                                        | fusion | 1790-1794                                           | 1790-1794                                           |
| Roumoules                   | Saint-Martin-le-Rimat                            | fusion | 1790-1794                                           | 1790-1794                                           |

## Créations
| Nom de la commune créée | Commune affectée | Mode de création            | Date (et nature) de la décision       | Date d'effet     |
| ----------------------- | ---------------- | --------------------------- | ------------------------------------- | ---------------- |
| Saint-Martin-les-Eaux   | Manosque         | Démembrement                | 12 juin 1980 (Tribunal administratif) | 12 juin 1980     |
| Archail                 | Archail-Draix    | Démembrement et suppression | 11 décembre 1979 (arrêté)             | 1er janvier 1980 |
| Draix                   | Archail-Draix    | Démembrement et suppression | 11 décembre 1979 (arrêté)             | 1er janvier 1980 |

## Modifications de nom officiel
Le département des « Basses-Alpes » va lui-même changer de nom, en devenant « Alpes-de-Haute-Provence », par décret du 13 avril 1970
| Ancien nom               | Nouveau nom                 | Date (et nature) de la décision                                        |
| ------------------------ | --------------------------- | ---------------------------------------------------------------------- |
| Moustiers                | Moustiers-Sainte-Marie      | 21 juillet 1848 (Arrêté)                                               |
| Le Châtelard             | La Condamine-Châtelard      | 1850                                                                   |
| Saint-Martin-de-Renacas  | Saint-Martin-les-Eaux       | 21 octobre 1892 (décret)                                               |
| Revest-en-Faugat         | Revest-Saint-Martin         | 6 mars 1894 (décret)                                                   |
| Saint-Laurent            | Saint-Laurent-du-Verdon     | 19 février 1909 (décret)                                               |
| Chaudon-Bédejun          | Chaudon-Norante             | 28 février 1919 (décret)                                               |
| Saint-Vincent            | Saint-Vincent-sur-Jabron    | 15 mai 1920 (décret)                                                   |
| Gréoux                   | Gréoux-les-Bains            | 24 mars 1923 (décret)                                                  |
| Saint-Vincent-du-Lauzet  | Saint-Vincent-les-Forts     | 22 novembre 1923 (décret)                                              |
| Saint-André-de-Méouilles | Saint-André-les-Alpes       | 20 février 1928 (décret)                                               |
| Faucon                   | Faucon-sur-Ubaye            | 18 novembre 1932 (décret)                                              |
| Faucon                   | Faucon-du-Caire             | 18 novembre 1932 (décret)                                              |
| Aubenas                  | Aubenas-les-Alpes           | 19 décembre 1934 (décret)                                              |
| Saint-Michel             | Saint-Michel-l'Observatoire | 29 avril 1939 (décret)                                                 |
| Faucon-sur-Ubaye         | Faucon-de-Barcelonnette     | 29 avril 1943 (décret)                                                 |
| Allemagne                | Allemagne-en-Provence       | 16 octobre 1953 (décret)                                               |
| Simiane                  | Simiane-la-Rotonde          | 24 mai 1954 (décret)                                                   |
| Saint-Julien             | Saint-Julien-du-Verdon      | 20 mai 1955 (décret)                                                   |
| La Palud                 | La Palud-sur-Verdon         | 25 juillet 1961 (décret)                                               |
| Saint-Étienne            | Saint-Étienne-les-Orgues    | 21 juin 1988 (décret)                                                  |
| La Motte                 | La Motte-du-Caire           | 21 juin 1988 (décret)                                                  |
| Digne                    | Digne-les-Bains             | 21 juin 1988 (décret)                                                  |
| Château-Arnoux           | Château-Arnoux-Saint-Auban  | 13 décembre 1991 (décret)                                              |
| Saint-Paul               | Saint-Paul-sur-Ubaye        | 30 novembre 1998 (décret)                                              |
| Sainte-Croix-de-Verdon   | Sainte-Croix-du-Verdon      | 12 septembre 2005 (décret)                                             |
| Le Castellard-Melan      | Le Castellard-Mélan         | 1er janvier 2010 (date d'effet) Rectification d'une erreur par l'INSEE |
| Corbières                | Corbières-en-Provence       | 5 novembre 2018 (décret)                                               |
| Céreste                  | Céreste-en-Luberon          | 18 octobre 2023 (Décret)                                               |

## Modifications de limites communales
Le plus souvent, les modifications des limites communales décidées par arrêtés préfectoraux ne sont pas répertoriées dans le Journal officiel, ni dans le Bulletin officiel.
| La commune de...    | ...cède du territoire à la commune de... | Précisions                                                                        | Date (et nature) de la décision |
| ------------------- | ---------------------------------------- | --------------------------------------------------------------------------------- | ------------------------------- |
| Braux               | Castellet-lès-Sausses                    | Hameau d'Aurent                                                                   | 4 décembre 1961 (décret)        |
| Mallefougasse-Augès | Peyruis                                  | Portions de l'ancienne commune d'Augès, à la demande de propriétaires de terrains | 1975                            |

## Communes associées
Liste des communes ayant, ou ayant eu (en italique), à la suite d'une fusion, le statut de commune associée.
| Nom de la commune         | Code INSEE | Fusion-association                      | Fusion-association | Fusion-association          | Fusion-association                       | D - Défusion ou F - transformation de l'association en fusion simple | D - Défusion ou F - transformation de l'association en fusion simple | D - Défusion ou F - transformation de l'association en fusion simple | D - Défusion ou F - transformation de l'association en fusion simple |
| Nom de la commune         | Code INSEE | date de la décision                     | date d'effet       | commune absorbante          | nom de la commune résultant de la fusion | D/F                                                                  | date de la décision                                                  | date d'effet                                                         | commentaire                                                          |
| ------------------------- | ---------- | --------------------------------------- | ------------------ | --------------------------- | ---------------------------------------- | -------------------------------------------------------------------- | -------------------------------------------------------------------- | -------------------------------------------------------------------- | -------------------------------------------------------------------- |
| Astoin                    | 04011      | Arrêté préfectoral du 30 mars 1973      | 1er avril 1973     | Bayons                      | Bayons                                   |                                                                      |                                                                      |                                                                      |                                                                      |
| Esparron-la-Bâtie         | 04082      | Arrêté préfectoral du 30 mars 1973      | 1er avril 1973     | Bayons                      | Bayons                                   |                                                                      |                                                                      |                                                                      |                                                                      |
| Reynier                   | 04165      | Arrêté préfectoral du 30 mars 1973      | 1er avril 1973     | Bayons                      | Bayons                                   |                                                                      |                                                                      |                                                                      |                                                                      |
| Melan                     | 04117      | Arrêté préfectoral du 30 mars 1973      | 1er avril 1973     | Le Castellard               | Le Castellard-Melan                      | F                                                                    | Arrêté préfectoral du 22 janvier 2007                                | 1er février 2007                                                     |                                                                      |
| Montblanc                 | 04125      | Arrêté préfectoral du 8 novembre 1973   | 1er janvier 1974   | Castellet-Saint-Cassien     | Val-de-Chalvagne                         | F                                                                    | Arrêté préfectoral du 17 mai 1983                                    | 1er juin 1983                                                        |                                                                      |
| Villevieille              | 04243      | Arrêté préfectoral du 8 novembre 1973   | 1er janvier 1974   | Castellet-Saint-Cassien     | Val-de-Chalvagne                         | F                                                                    | Arrêté préfectoral du 17 mai 1983                                    | 1er juin 1983                                                        |                                                                      |
| Archail                   | 04009      | Arrêté préfectoral du 27 juin 1973      | 1er juillet 1973   | Draix                       | Archail-Draix                            | D                                                                    | Arrêté préfectoral du 11 décembre 1979                               | 1er janvier 1980                                                     | Archail-Draix reprend le nom de Draix                                |
| Saint-Symphorien          | 04196      | Arrêté préfectoral du 24 septembre 1973 | 1er janvier 1974   | Entrepierres                | Entrepierres                             | F                                                                    | Arrêté préfectoral du 1er mars 1977                                  | 1er mars 1977                                                        |                                                                      |
| Vilhosc                   | 04238      | Arrêté préfectoral du 24 septembre 1973 | 1er janvier 1974   | Entrepierres                | Entrepierres                             | F                                                                    | Arrêté préfectoral du 9 novembre 1983                                | 10 novembre 1983                                                     |                                                                      |
| Albiosc                   | 04003      | Arrêté préfectoral du 13 avril 1973     | 15 avril 1973      | Esparron-de-Verdon          | Esparron-de-Verdon                       |                                                                      |                                                                      |                                                                      |                                                                      |
| Augès                     | 04014      | Arrêté préfectoral du 30 novembre 1973  | 1er janvier 1974   | Mallefougasse               | Mallefougasse-Augès                      |                                                                      |                                                                      |                                                                      |                                                                      |
| Saint-Martin-les-Eaux     | 04190      | Arrêté préfectoral du 29 novembre 1974  | 1er janvier 1975   | Manosque                    | Manosque                                 | D                                                                    | 12 juin 1980                                                         | 12 juin 1980                                                         |                                                                      |
| Montpezat                 | 04131      | Arrêté préfectoral du 1er janvier 1974  | 1er janvier 1974   | Montagnac                   | Montagnac-Montpezat                      |                                                                      |                                                                      |                                                                      |                                                                      |
| Argens                    | 04010      | Arrêté préfectoral du 31 août 1973      | 1er janvier 1974   | La Mure                     | La Mure-Argens                           |                                                                      |                                                                      |                                                                      |                                                                      |
| Châteauneuf-lès-Moustiers | 04052      | Arrêté préfectoral du 1er février 1974  | 1er mars 1974      | La Palud-sur-Verdon         | La Palud-sur-Verdon                      |                                                                      |                                                                      |                                                                      |                                                                      |
| Mariaud                   | 04114      | Arrêté préfectoral du 30 mars 1973      | 1er avril 1973     | Prads                       | Prads                                    | F                                                                    | Arrêté préfectoral du 27 avril 1987                                  | 1er mai 1987                                                         |                                                                      |
| Blégiers                  | 04029      | Arrêté préfectoral du 19 octobre 1977   | 1er janvier 1978   | Prads                       | Prads-Haute-Bléone                       |                                                                      |                                                                      |                                                                      |                                                                      |
| Méolans                   | 04119      | Arrêté préfectoral du 14 mai 1973       | 15 mai 1973        | Revel                       | Méolans-Revel                            | F                                                                    | Arrêté préfectoral du 6 octobre 1982                                 | 1er novembre 1982                                                    |                                                                      |
| Lincel                    | 04105      | Arrêté préfectoral du 3 août 1973       | 1er janvier 1974   | Saint-Michel-l'Observatoire | Saint-Michel-l'Observatoire              |                                                                      |                                                                      |                                                                      |                                                                      |
| Le Poil                   | 04153      | Arrêté préfectoral du 24 septembre 1973 | 1er janvier 1974   | Senez                       | Senez                                    |                                                                      |                                                                      |                                                                      |                                                                      |
| Carniol                   | 04038      | Arrêté préfectoral du 17 janvier 1974   | 1er mars 1974      | Simiane-la-Rotonde          | Simiane-la-Rotonde                       | F                                                                    | Arrêté préfectoral du 31 octobre 2013                                | 1er janvier 2014                                                     |                                                                      |
| Valsaintes                | 04232      | Arrêté préfectoral du 17 janvier 1974   | 1er mars 1974      | Simiane-la-Rotonde          | Simiane-la-Rotonde                       | F                                                                    | Arrêté préfectoral du 31 octobre 2013                                | 1er janvier 2014                                                     |                                                                      |
| Fours                     | 04089      | Arrêté préfectoral du 30 mars 1973      | 1er avril 1973     | Uvernet                     | Uvernet-Fours                            | F                                                                    | Arrêté préfectoral du 26 octobre 1977                                | 26 octobre 1977                                                      |                                                                      |

## Communes nouvelles
Liste des communes ayant le statut de commune nouvelle.
| Commune nouvelle   | Commune nouvelle | Commune nouvelle | Anciennes communes      | Anciennes communes | Arrêté préfectoral portant création | Date de création |
| Nom                | Code Insee       | Chef-lieu        | Nom                     | Code Insee         | Arrêté préfectoral portant création | Date de création |
| ------------------ | ---------------- | ---------------- | ----------------------- | ------------------ | ----------------------------------- | ---------------- |
| Ubaye-Serre-Ponçon | 04033            | La Bréole        | La Bréole               | 04033              | 16 décembre 2016                    | 1er janvier 2017 |
| Ubaye-Serre-Ponçon | 04033            | La Bréole        | Saint-Vincent-les-Forts | 04198              | 16 décembre 2016                    | 1er janvier 2017 |
| Val d'Oronaye      | 04120            | Meyronnes        | Larche                  | 04100              | 14 décembre 2015                    | 1er janvier 2016 |
| Val d'Oronaye      | 04120            | Meyronnes        | Meyronnes               | 04120              | 14 décembre 2015                    | 1er janvier 2016 |

## Communes détachées du département (jusqu'en 1810)
Communes du Canton de Sault :
Initialement (1790-1793), le Canton de Sault (aujourd'hui département de Vaucluse) et ses 5 communes faisait partie des Basses-Alpes, à savoir : 
- Aurel
- Monieux
- Saint-Christol
- Saint-Trinit
- Sault

Elles ont été détachées en 1793.
Communes du Canton de Barcillonnette :
Les 3 communes de ce canton faisaient partie des Basses-Alpes jusqu'en 1810 :
- Barcillonnette
- Esparron
- Vitrolles